# Gerda (Schiff)
Die Brigg Gerda war ein schwedischer Frachtsegler. Das Schiff wurde am 28. Oktober 1868 bei der Olof-August-Bodins-Werft in Gävle auf Kiel gelegt. Der Stapellauf erfolgte im Frühjahr 1869. Die Brigg hatte eine Länge von 36 Metern zwischen den Loten und eine Breite von acht Metern.
Seine Jungfernfahrt begann das Schiff, das über eine neun Mann starke Besatzung verfügte, am 8. Juni 1869 von Gävle aus ins englische Grimsby. Bis zur Außerdienststellung im Jahre 1930 lief die Gerda unter anderem Häfen in Schweden, England und dem Mittelmeerraum an. Während dieser Zeit wechselte der Eigner mehrfach.
Die Gerda wurde die älteste Brigg in der europäischen Handelsflotte und war bei der Außerdienststellung die letzte skandinavische Brigg, die noch als Frachtsegler genutzt wurde. Im Wissen um den seefahrtshistorischen Wert des Schiffes verkaufte der letzte Eigner der Gerda das Schiff 1936 an die Stadt Gävle, die die Brigg als Museumsschiff nutzte. Aufgrund mangelhafter Instandhaltung sank sie jedoch im Jahr 1959 an der Pier.

## Die neueGerda

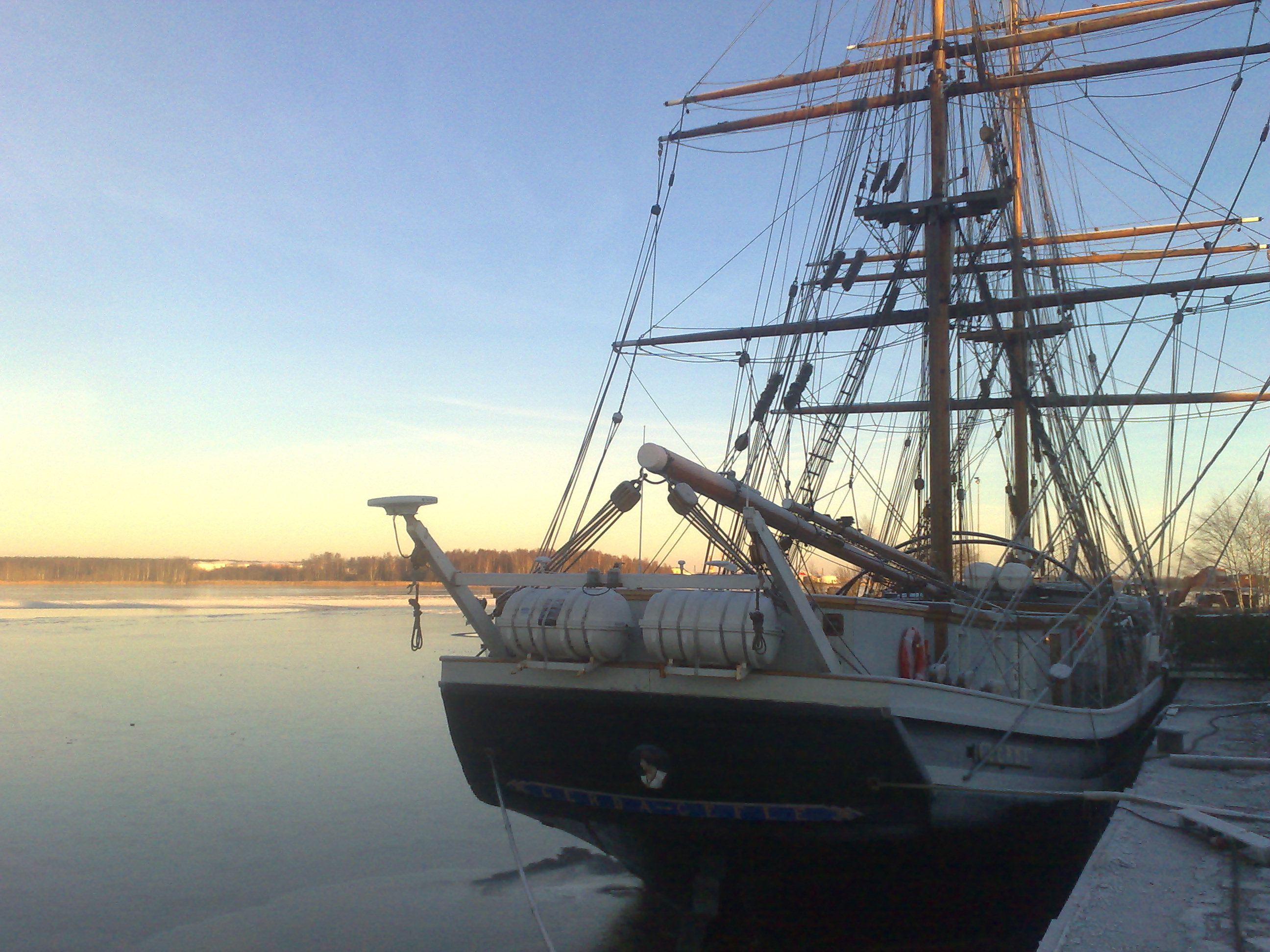
Die neue Brigg Gerda

Im Herbst 1993 begann ein gemeinnütziger Verein mit dem Bau der neuen Gerda nach den Plänen des historischen Vorbildes. Ziel dieses Projektes war es nicht nur, die Gerda in neuem Glanz entstehen zu lassen, sondern auch viele aussterbende Handwerkskünste wiederzubeleben. Die Werft (Gerda varvet) verfügt unter anderem über eine eigene Schmiede zur Herstellung sämtlicher Metallteile wie z. B. dem Ankerspill. Insgesamt wurden ca. 23 Tonnen Schmiedewaren hergestellt. Am 9. Juni 2000 lief die neue Gerda nach sieben Jahren Bauzeit auf der Gerda-Werft in Gävle vom Stapel. Bei dem neuen Schiff handelt es sich nicht um eine exakte Kopie der originalen Gerda, sondern vielmehr um eine modernisierte, behindertengerechte Variante, die zusätzlich zur Besegelung auch über einen Schiffsdieselmotor verfügt.
Die neue Gerda hat eine 12-köpfige Besatzung und wird für Passagierfahrten genutzt. Für die Anschaffung von Rettungsmitteln und Sicherheitsausrüstung wurde der Verein mit 4,4 Millionen Schwedischen Kronen aus EU-Strukturfonds unterstützt.

### Technische Daten
- Länge über alles: 36,15 m
- Länge zwischen den Loten: 33,50 m
- Breite: 8,42 m
- Tiefgang: 3,38 m
- Masthöhe: 30 m
- Segelfläche: 625 m²
- Schiffsdiesel mit 550 PS